# Alfredo Zambrini
Alfredo Zambrini (Firenze, 17 aprile 1918 – Trapani, 14 dicembre 1942) è stato un militare e marinaio italiano, decorato di medaglia d'oro al valor militare alla memoria nel corso della seconda guerra mondiale.

## Biografia

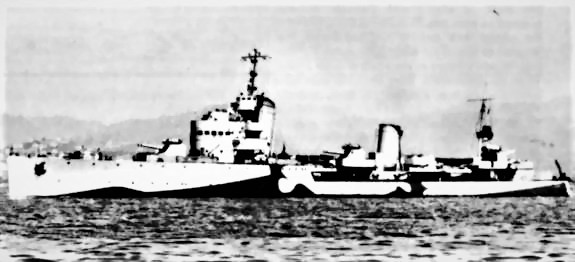
Il cacciatorpediniere da Recco in navigazione nell'estate del 1942.

Nacque  a Firenze il 17 aprile 1918, figlio di Attilio e Enedina Pinti. 
Dopo aver conseguito il diploma di maturità classica presso il Liceo Orazio Fiacco di Bari, nel 1937 venne ammesso a frequentare l'Regia Accademia Navale di Livorno da cui uscì nel 1939 con il grado di aspirante guardiamarina.
All'atto della dichiarazione di guerra a Francia e Gran Bretagna del 10 giugno 1940 si trovava imbarcato come sottotenente di vascello sull'incrociatore pesante Trieste, dal quale fu trasferito sul Pola dove fu promosso sottotenente di vascello. Nell’ottobre dello stesso anno fu trasferito sulla torpediniera Partenope, ed infine, dal marzo 1941, sul cacciatorpediniere Nicoloso da Recco in qualità di ufficiale addetto alle comunicazioni. Partecipò a numerose missioni di scorta ai convogli diretti in Libia per le quali fu insignito di tre croci di guerra al valor militare. Nel luglio 1942 fu promosso tenente di vascello. Nella notte del 2 dicembre 1942 la sua unità, al comando del capitano di vascello Aldo Cocchia, partecipò alla battaglia del banco di Skerki, dove egli rimase gravemente ferito. Raccolto ed ospedalizzato dapprima sulla nave ospedale Toscana e poi presso l'ospedale di Torrebianca di Trapani, decedette il 14 dicembre per le gravità delle ferite riportate nello scoppio del deposito munizioni di prora del cacciatorpediniere. Per onorarne la memoria venne insignito della medaglia d'oro al valor militare.